# Jan Popiel
Jan Popiel (født 9. oktober 1947 i Virum, Danmark) er en pensioneret professionel ishockeyspiller, der spillede 296 kampe i World Hockey Association. Han spillede for Chicago Cougars, Denver Spurs, Ottawa Civics, Houston Aeros og Phoenix Roadrunners.
Popiel blev draftet som nummer 10 i NHL-draften 1964 af Chicago Black Hawks, hvilket gjorde ham til den hidtil højest draftede dansker i NHL's historie. Popiel voksede dog op i Canada.